# Olbia
Olbia ( [ˈɔlbja]IPA) je italské město v severní Sardinii v regionu Gallura. Má přibližně 61 tisíc obyvatel. Město se jmenovalo v římské době Civita, ve středověku Giudice a do roku 1940 Terranova Pausania. Olbia se město jmenuje až od doby fašismu. Jméno je řeckého původu, takže město mohlo být založeno ve starověku Řeky, i když podle archeologických nálezů zde nejdříve sídlili Féničané. Město je významné jako centrum průmyslu i turistického ruchu. Je zde románská bazilika San Simplicio.